# Karniowice (powiat chrzanowski)

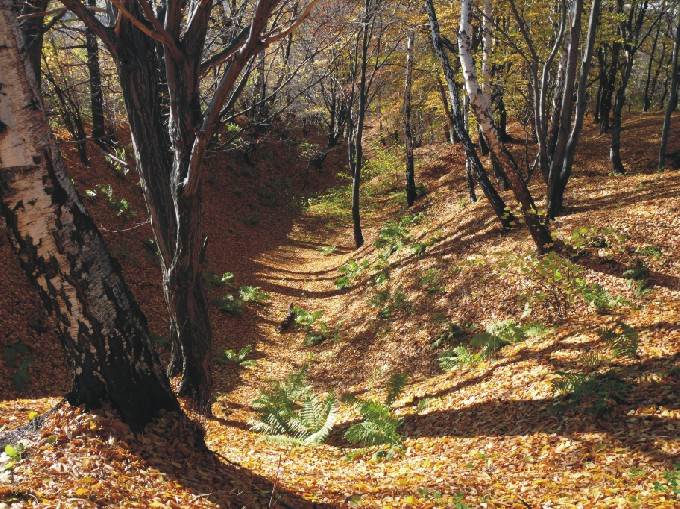
Wąwóz w Parku Krajobrazowym Dolinki Podkrakowskie.

Karniowice – wieś w Polsce, położona w województwie małopolskim, w powiecie chrzanowskim, w gminie Trzebinia.
W latach 1954–1959 wieś należała i była siedzibą władz gromady Karniowice, po jej zniesieniu w gromadzie Młoszowa. W latach 1975–1998 miejscowość należała administracyjnie do województwa katowickiego.

## Integralne części wsi
| SIMC    | Nazwa     | Rodzaj    |
| ------- | --------- | --------- |
| 0222887 | Doły      | część wsi |
| 0222893 | Owczarnia | część wsi |

## Położenie
Karniowice położone są na Wyżynie Krakowsko-Częstochowskiej w mezoregionie Wyżyna Olkuska, częściowo na obszarze Parku Krajobrazowego Dolinki Krakowskie oraz w jego otulinie.
Przez Karniowice przepływa rzeka Dulówka, która w dalszym biegu zmienia nazwę na Krzeszówkę, a następnie na Rudawę i wpada w Krakowie do Wisły. Na znacznej części Karniowic znajdują się jedyne z nielicznych na świecie złóż słodkowodnego wapienia zwanego tutaj martwicą karniowicką. W Karniowicach znajduje się rezerwat przyrody "Ostra Góra"

## Nazwa
Nazwę miejscowości w zlatynizowanej staropolskiej formie Karnyowicze wymienia w latach (1470–1480) Jan Długosz w księdze Liber beneficiorum dioecesis Cracoviensis.

## Historia
Teren gdzie współcześnie znajdują się Karniowice najpewniej wchodził w skład państwa Wiślan, następnie państwa wielkomorawskiego, później po połączeniu ziem Wiślan z państwem Polan, pozostał przy Polsce do 1795 roku.
Od średniowiecza do 1795 roku wieś znajdowała się w województwie krakowskim. Po III rozbiorze Polski okolice Karniowic należały do dystryktu olkuskiego w ramach tzw. Galicji Zachodniej w zaborze austriackim. W 1809 roku teren Karniowic przyłączono do departamentu krakowskiego w granicach Księstwa Warszawskiego. W latach 1815–1845 w Rzeczypospolitej Krakowskiej jako jedna z 224 wsi.
W latach 1848–1918 należała do Wielkiego Księstwa Krakowskiego w ramach Cesarstwa Austriackiego. W latach 1918–1939 i 1945–1975 w woj. krakowskim. W okresie II wojny światowej należała do III Rzeszy i była miejscowością graniczną z Generalnym Gubernatorstwem.
W latach 1980–81 na terenie Karniowic w ramach KWK "Siersza" powstał Szyb Wschodni, który zagłębiono do docelowej głębokości 262,8 m. Eksploatację Pola Wschodniego pokładów węgla w partii „A” KWK „Siersza” rozpoczęto w 1982 roku. Eksploatowano pokłady 207, 208 i 209-210. W 2001 r. Szyb Wschodni oraz całą KWK "Siersza" zlikwidowano.

## Kościół
W 1914 roku wybudowano pierwsza kaplicę w Karniowicach na prywatnych działkach
1 listopada 1979 roku dekretem kard. Franciszka Macharskiego została erygowana Parafia Matki Bożej Szkaplerznej Karniowice-Dulowa w Karniowicach dla wiernych z: Karniowic, Dulowej i części Młoszowej. Pierwszym proboszczem został mianowany ks. Stanisław Fijałek.

## Obiekty położone w Karniowicach
W Karniowicach powstał pierwszy w Europie nowożytnej kurhan, posiadający 3 poziomy – o wysokości 16 metrów i średnicy 26 metrów.
W miejscowości jest kościół parafialny pod wezwaniem MB Szkaplerznej, wybudowany w latach 1978–1988, konsekrowany w 1989 oraz Wiejski Dom Kultury. Na terenie nazywanym Nowsie z boiskiem piłkarskim powstał teren rekreacyjny nazwany Błonia Karniowickie